# ウルトラゾーン (テレビ番組)
『ウルトラゾーン』は、円谷プロダクションおよびテレビ神奈川（tvk）を幹事局とする5つの放送局の共同制作によるウルトラシリーズを題材としたバラエティ番組である。テレビ神奈川では2011年10月16日から2012年3月25日まで放送されていた。2017年からテレビ埼玉で「ウルトラマン」と同時に再放送がなされた。

## 概要
テレビ神奈川（tvk、幹事局）、千葉テレビ放送（チバテレ）、テレビ埼玉（テレ玉）、サンテレビジョン（サンテレビ）、名古屋テレビ放送（メ〜テレ）の5局による共同制作番組である。この5局は、当番組の前に2011年5月から同年9月まで放送されていた『イッテ♡恋48』の共同制作局でもあり、メ〜テレ以外の4局（tvk・チバテレ・テレ玉・サンテレビ）は『イッテ♡恋48』を放送していた枠で引き続き放送した。当番組終了後も、この5局の共同制作で、2015年に『びったれ!!!』が制作されている。
番組は「もしもこんな所に怪獣が現れたら…」をテーマに、パラレルな世界である「ウルトラゾーン」を舞台に展開される。
「大人向けのウルトラ」をコンセプトに、ウルトラシリーズに登場した怪獣にのみスポットを当て、コントパート（「怪獣マッサージ」など）、ウルトラQの新作を目指して製作された本格特撮ドラマパート（「THE LOVE」など）、新造形のウルトラQ怪獣によるコメディ（「ウルトラゾーンチャンネル」）など大きく3つのコーナーからなる。プロデューサーの大月俊倫は本作品のコンセプトについて『ウルトラQ』や『ウルトラマン』放送当時の日曜の夜のお茶の間のテレビ番組の再現やウルトラ怪獣版『ゲバゲバ90分』と述べている。
コントパートや短編コーナーの製作スタッフは、tvk・チバテレ・テレ玉・サンテレビ4局共同制作番組で、2010年4月から2011年9月・および当番組終了後の2012年3月から9月まで放送していた『戦国鍋TV 〜なんとなく歴史が学べる映像〜』のスタッフが手掛けており、コントパートの出演俳優も同番組の常連俳優（山崎樹範、石井智也、津田寛治など）が引き続き出演している。
一方、特撮ドラマや「ウルトラゾーンチャンネル」に関しては円谷プロ関係のスタッフや、他社の特撮作品を手掛けてきたスタッフが結集しており、『MM9』、『長髪大怪獣ゲハラ』の監督である田口清隆や『電人ザボーガー』の監督の井口昇などが参加。また、かつてのウルトラシリーズ出演俳優（古谷敏、星光子、宍戸開、関智一など）や仮面ライダーシリーズ出演俳優（須賀貴匡、北条隆博など）といった特撮ヒーロー作品出演者も多く出演している。

## 主要登場人物
複数の作品に登場した人物を主に記述。
タカダ・リホ隊員 - 高田里穂
「怪獣特捜隊」の唯一の登場人物。メニューが「THE LOVE」のみだった第6回のほか、番組後期でもコントコーナーなしの回が増えたせいか、出演しない回も多々発生した。
怪獣特捜隊日本支部の隊員。普段はスマートフォンをいじったり、特捜隊のコンピュータを使ってブログをアップしたりしながら、乙女チックな独り言を言って暇そうにしている。そうした中で都内に怪獣が現れるとアナウンスをする。内勤のため通常は出動しないが、「悪魔が降りた日」では外勤の隊員が出払っていたため出動することになる。
バトルシミュレーションでの別名はりぃ。身長165cm、体重43kg。
宇佐美 信 - 高橋一生
「ホシの招待状」に登場。「スフラン島の秘蜜」「悪魔が降りた日」にも名前のみ登場。
宇佐美探偵事務所の私立探偵。
「ホシの招待状」では、ダダによる失踪事件の犯人を見事に解き明かす。
小早川 真弓 - 波多野美希
「ホシの招待状」「スフラン島の秘蜜」「東京ジュラ紀」「悪魔が降りた日」に登場。
宇佐美探偵事務所の探偵助手。年齢は20歳。よく宇佐美や松原に名前を「小林」と間違えられる。
「ホシの招待状」では、ダダによって人間標本にされてしまう。
「スフラン島の秘蜜」では、撮影クルーに参加し怪事件に巻き込まれたところをピグモンに助けられる。
「東京ジュラ紀」では、集められた名探偵4人のうちの一人として参加したが、ほかの探偵からは「小早川なんて探偵は聞いたことがない」とダメ出しを受ける。
「悪魔が降りた日」では、入院中の宇佐美の見舞いに行く途中、ベムラーと遭遇する。
松原 俊太郎 - 木村圭作
「ホシの招待状」「スフラン島の秘蜜」「東京ジュラ紀」「悪魔が降りた日」に登場。
刑事（警部）。
「ホシの招待状」では、宇佐美に失踪事件の捜査を依頼する。
「悪魔が降りた日」では、入院中の宇佐美の見舞いに行く途中、ベムラーと遭遇する。
「東京ジュラ紀」では、怪盗赤色が松原に変装して登場し、謎のオーパーツの封印を解いてしまった。
高木 透 - イマニシケンタ
刑事（警部補）。
「ホシの招待状」「スフラン島の秘蜜」「いつも隣にホーがいる」「悪魔が降りた日」に登場。
「スフラン島の秘蜜」では、スフラン島に探検に行き、対怪獣地雷を踏み身動きがとれなくなっていたところをピグモンに助けられる。また、小早川に告白したが、断られてしまう。
「悪魔が降りた日」では、入院中の宇佐美の見舞いに行く途中、ベムラーと遭遇する。
防衛軍
怪獣特捜隊と共に怪獣迎撃にあたる軍事組織。
「最後の攻撃命令」と「東京ジュラ紀」に登場し、うち「最後の攻撃命令」では主役を務めている。また、他の話でも名称のみが登場している。
装備として「最後の攻撃命令」では73式小型トラックや10式戦車・90式戦車などの実在兵器の他、巨大M60や先端がドリルになった新型ミサイルなどの架空兵器が登場。また「スフラン島の秘蜜」には、かつて防衛軍が敷設した対怪獣用超高性能地雷（半径10mを粉砕可能）が登場している。

## 放送内容および出演者

### 怪獣特捜隊
地球上に現れるあらゆる怪獣に対して、人類が考えうる最善の方法で対策する組織。日本支部は「怪」の字がある山の麓にある。怪獣が暴れる特撮パートが挿入され下記のコントコーナーに繋がる。タカダ隊員の他には監理課のオモトという隊員が声のみ登場している他、紺色の制服の一般隊員も登場している。また、「東京ジュラ紀」に登場した白石深月も怪獣特捜隊隊員であった。
怪獣特捜隊以外にも、防衛軍が怪獣迎撃を行うこともある。
- タカダ・リホ隊員 - 高田里穂

#### 装備
腕時計型の通信機（仮称）
腕時計の文字盤にあたる部分を開き、通信を行う。また、通常のトランシーバーも使用されている。
通常光線銃
青い稲妻状の光線を放つ光線銃。形状は第1期・第2期ウルトラシリーズの防衛チームの銃に類似している。それほど強力な装備ではなく、威力はベムラーを牽制できる程度。タカダ隊員や白石深月が使用した。
高性能時限手榴弾
時限式の手榴弾。形状は通常のパイナップル型手榴弾と同様で、青く塗装されている。こちらも怪獣を倒すほどの威力は無い。
89式5.56mm小銃
一般隊員が装備する自動小銃。防衛軍兵士も装備している。
恐竜戦車
元はキル星人が使役していた怪獣。#23のアイキャッチに、怪獣特捜隊のマーキングが施された乗用車程度の大きさのものが登場している。

#### バトルシミュレーション
怪獣が現れない日に日本支部内の地下道場で行う、タカダ隊員が素手によるタイマンバトルを想定したトレーニング。
- 第14話 - エレキング（「エア怪獣シリーズ でっかいエレキング」使用）
- 第20話 - ゴモラ（「エア怪獣シリーズ でっかいゴモラ」使用）

### コントコーナー

#### 怪獣転校生
「有名中学に毎年合格者を出す、親の平均所得もそこそこ高めの私立小学校」に怪獣が転校してくる。
クラス名は、教師を演じている俳優によって変わる
- 第1話 - サドラ（声 - 山本匠馬） / 6年1組教師 - 津田寛治
- 第2話 - テンペラー星人（声 - 熊本浩武） / 6年2組教師 - 山崎樹範

#### 怪しいものじゃないです
「都心から電車で30分、閑静な住宅地に建つ瀟洒なマンション」の一室の扉の前に訪問業者（怪獣）が現れる。鬱陶しがる住人を尻目に怪獣は何かとつけて勧誘してくる。
- 住人 - 岡野真也
- 第1話 - ベムスター（声 - 山崎樹範）
- 第2話 - ホー（声 - 角田晃広（東京03））
- 第4話 - エレキング（声 - 竹井亮介）
- 第5話 - テレスドン（声 - 宮崎吐夢）

#### 怪獣マッサージ
「結構強めに揉んでくれると評判の、溜池山王のマッサージ店」に怪獣が客として現れる。
店名は「○○マッサージ」であり、○○には整体師を演じている俳優の苗字が入る。どの店も溜池山王にあること自体は同じであり、最初に溜池交差点のカットから話は始まる。
- 第1話 - グドン（声 - 河野洋一郎）、「石井マッサージ」整体師 - 石井智也
- 第2話 - ザラブ星人（声 - バカリズム）、「石井マッサージ」整体師 - 石井智也
- 第3話 - キングゲスラ（声 - 熊本浩武）、「津田マッサージ」整体師 - 津田寛治
- 第5話 - ガンQ（声 - 山本匠馬）、「山崎マッサージ」 整体師 - 山崎樹範
- 第16話 - デスレム（声 - 河野洋一郎）、「角田マッサージ」整体師 - 角田晃広（東京03）

#### ヘアサロン・マグマ&ババルウ
第3、4話放送。「読者モデルもたくさん通う、中目黒の目黒川沿いから一本入ったところにある美容室」のカリスマ美容師として働くマグマ星人とババルウ星人。
マグマ星人が先輩美容師、ババルウ星人が後輩美容師で仲はあまり良くない。
- マグマ星人 - 山崎樹範
- ババルウ星人（声） - 津田寛治
- 女性客 - 西崎あや（第3話）、徳田公華（第4話）

#### 不良怪獣ゼットン
第4、5、7、8、11、12話放送。「実は子供嫌いと噂のおばあちゃんが1人でやっている、夕方5時を過ぎると不良たちのたまり場になる駄菓子屋」の前で不良とたむろするゼットン。駄菓子屋は「宇宙区星雲七丁目8番地」にある。
ゼットンは地球防衛高校（チボ高）では無名の学生で、いわゆるパシリの扱いである。逆に赤王高校に通う「赤王四天王」と呼ばれる不良たちからは「ウルトラマンを唯一倒した怪獣」として恐れられ、レッドキング以外の赤王高校の不良は立ち向かったとしてもゼットンには到底敵わない。しかし、こうしたゼットンの武勇伝を知るものは、仲間であるはずのチボ高の不良をはじめ、この街ではあまりいないらしい。ゼットンは顔面の蛍光部分が光る程度で、言葉は一切喋らない。
第12話でゼットンとレッドキングがタイマン勝負し、ゼットンがこれに勝利。これまで強さに気づいていなかったタケシ・ケン・ブーチン・ナオキがゼットンの強さを知ったところで完結した。
21話のアイキャッチにもこのコーナーの個体と思われるゼットンとレッドキングが登場している。
| チボ高生徒 - 不良怪獣ゼットン - タケシ - 鎌苅健太 - ケン - 山本匠馬 - ブーチン - 石井智也 - ナオキ - 間宮祥太朗 - カオリ - 岡野真也（第8、11、12話） | 赤王高校生徒 - レッドキング（第11、12話） - 赤池 - 鈴之助（第5、7話） - 赤川 - 矢崎広（第7話） - 赤沼 - 小林且弥（第8話） - 不良 - 北代高士、徳元裕矢 |

#### 怪獣職務質問
「去年の夏に変質者が出て、それ以来警察の巡回が強化された新興住宅地」の夜道で、怪獣が警官に職務質問される話。場所は「不良怪獣ゼットン」と同じ「宇宙区星雲七丁目8番地」。自動販売機の前で話は展開される。職質後、第13話のみ連行された。
第23話のメトロン星人は、ウルトラゾーンが閉じる数日前に現れた怪獣である。
- 第10話 - ガッツ星人（声 - 宮崎吐夢）、警官 - 山崎樹範
- 第13話 - バルキー星人 （声 - 熊本浩武）、警官 - 山崎樹範
- 第15話 - ピット星人（声 - 田村たがめ）、警官 - 津田寛治
- 第23話 - メトロン星人（声 - 竹井亮介）、警官 - 津田寛治

### 特撮ドラマ
30分完結のドラマパート。全8回。「THE LOVE」以外は前後編で放送された。
全話の監督を田口清隆が務め、毎回ミニチュア特撮のシーンを入れることを方針としている。制作費は節約され「最後の攻撃命令」での火薬につぎ込まれている。特撮は予算が少ないことを逆手に取り、田口が学生時代に自主映画で用いていた手法を多用している。
円谷プロダクション社長の大岡新一は「THE LOVE」を気に入り、以降のウルトラシリーズでも田口を監督に抜擢するようになった。

#### THE LOVE
第6話で放送。この回は他のコントや短編コーナーは放送されなかった。詳細はザラブ星人#「THE LOVE」に登場するザラブ星人も参照。
脚本 - 松野拓行 / 監督 - 田口清隆
- ザラブ星人（声）/夫 - 関智一
- 池谷ミツ子 - 丘みつ子

#### ホシの招待状
第8話で前編、第9話で後編を放送。詳細はダダ (ウルトラ怪獣)#「ホシの招待状」も参照。
脚本 - 宮崎龍太 / 監督 - 田口清隆
| - ダダ - 星野美弥子 - 緒沢あかり - 宇佐美信 - 高橋一生 | - 小早川真弓 - 波多野美希 - 松原俊太郎 - 木村圭作 - 高木 - イマニシケンタ |

#### スフラン島の秘蜜
第10話で前編、第11話で後編を放送。ホシの招待状の続編。監督の田口によると表のテーマは「川口浩探検隊シリーズ」、裏テーマはゴジラ映画の『三大怪獣 地球最大の決戦』。
監督・脚本 - 田口清隆
| - スフラン - レッドキング - バードン - ピグモン - バンピーラ（第11話） | - 諸田浩 - 宍戸開 - 小早川真弓 - 波多野美希 - 松原俊太郎 - 木村圭作 - 久保典男 - 高橋信 - 高木透 - イマニシケンタ |

#### いつも隣にホーがいる
第12話で前編、第13話で後編を放送。詳細はホー (ウルトラ怪獣)#「いつも隣にホーがいる」も参照。
脚本 - 中沢健 / 監督 - 田口清隆
- ホー
- ルナチクス
- ノボル - 北条隆博
- タマエ - 水沢奈子
- ノボルの元カノ - 井上希美
- 高木透 - イマニシケンタ
- その他 - 内田弦輝、大久保慶乃、貝原千波、長本荘史、塚本紗季
- エキストラ - 大澤佑介、ジョ・カイバイ

#### 東京ジュラ紀
第14話で前編、第15話で後編を放送。
脚本 - 中沢健 / 監督 - 田口清隆
- テレスドン
- アロン（名前、鳴き声のみ）
- エレキング（第15話）
- 白石深月 - 原知佐子
- 小早川真弓 - 波多野美希
- 松原俊太郎 - 木村圭作（第15話）
- 暴君探偵・浦賀ケン / ガッツ星人（声） - 松田優
- 女子高生探偵・仲谷マユ / ピット星人（声） - 中原知南
- 歩く百科事典探偵・西園寺ユウヤ / 地底人 - 和田成正
- 怪盗赤色 - ?

#### メフィラスの食卓
第17話で前編、第18話で後編を放送。詳細はメフィラス星人#「メフィラスの食卓」も参照。
脚本 - 松野拓行 / 監督 - 田口清隆
| - メフィラス星人 - 世捨て人 - 渡辺哲 - 弁当を捨てた男 - 飯田隆裕（第17話） - 内閣総理大臣 - 保積ぺぺ | - ニュースの声 - 江藤博樹 - 母親 - 奏谷ひろみ（第18話） - こども - 宮崎龍真（新人）（第18話） |

#### 最後の攻撃命令
第19話で前編、第20話で後編を放送。詳細はキングジョー#「最後の攻撃命令」も参照。
脚本・監督 - 田口清隆
| - キングジョー - 山本 - 神尾佑 - 洋子 - 石橋けい - 田崎 - 坂本一敏 | - 松島 - 松尾諭 - 小島 - 北岡龍貴 - 防衛軍隊員 - 竹内昭、久保典之、I・J・C |

#### 悪魔が降りた日
第21話で前編、第22話で後編を放送。詳細はベムラー (ウルトラ怪獣)#『ウルトラゾーン』に登場するベムラーを参照。
脚本 - 田口清隆、中沢健 / 監督 - 田口清隆
| - ベムラー - タカダ・リホ隊員 - 高田里穂 - 小早川真弓 - 波多野美希 | - 高木透 - イマニシケンタ - 松原俊太郎 - 木村圭作 |

### ウルトラゾーンチャンネル
『ウルトラQ』に登場する怪獣（ケムール人、ラゴン、M1号）が登場する、新造型のスーツによる約5分の短編コメディドラマ。このコーナー中のみ板尾創路がナレーターをつとめる。初回となる第7話と第24話の「70年代ドラマが好き!」では「これからの5分、あなたの目はあなたの体を離れ、この不思議な時間の中に入って行くのです」と、『ウルトラQ』での石坂浩二風のナレーションで始まっていた。またこのコーナーのみ右下の番組ロゴチャンネルロゴ表示がコーナー名となる。第6話では予告が放送。

#### ケムール人編
第7話「ケムール人登場!」、第9話「高校生・ケムール」、第11話「ケムール人、走る」、第13話「ケムール、ファッションモデルになる」、第18話「公園清掃員の挑戦!」、第20話「明日は、あっちだ!」、第20話「続 ケムール人走る」、第21話「続々 ケムール人走る」、第23話「さよならケムール人」。
監督・脚本 - 井口昇（第7、9、13話）、西村喜廣（第11、20-21、23話）、辻󠄀本貴則（第18、20話）
- ケムール人
- M1号（第13、20話）
- 強盗 - 岸建太朗（第7話）
- OL - 村田唯（第7話）
- ミユキ - 中村有沙（第9話）
- 高校生男子 - 三宅克幸、牧野生新、牧野聖也（第9話）
- 女の子 - 藤井杏奈（第11、20 - 21、23話）
- 通りすがりの人 - 石川ゆうや（第11話）
- カップル・彼 - 山中アラタ（第11話）
- カップル・彼女 - 加藤桃子（第11話）
- そば屋 - デモ田中（第11話）
- サラリーマン - 柳東士（第11話）
- ビール飲んでるお姉さん - 望月ミキ（第11話）
- カメラマン - 亜紗美（第13話）
- 清掃員・虎太郎 - 虎牙光揮（第18話）
- ショウ - 虎牙光揮（第20話）
- おっちゃん - デモ田中（第20話）
- 地球救い隊 / ケムール人 - 島津健太郎、山中アラタ、屋敷弘子、仁村俊祐（第20-21、23話）
- 謎の男 / ケムール人 - 関智一（第21、23話）

#### ラゴン編
第7話「ラゴン登場!」、第8話「ラゴンのハッピーパーテイ」、第12話「ラゴンの恩返し」、第14話「ラゴン、ダンパに行く」、第18話「ラゴン一家」、第19話「ラゴンのお弁当」。
監督・脚本 - 井口昇（第7、8、12、14話）
監督 - 井口昇（第18、19話）
脚本 - 井口昇、福田裕彦（第18、19話）
- ラゴン（雌）
- ラゴン（雄）（第18、19話）
- ラゴン（子）（第18、19話）
- タカシ - 須賀貴匡（第7、8、14話）
- エミ - 村田唯（第7、14話）
- ケイ - 亜紗美（第7、14話）
- 男部員 - デモ田中、石川ゆうや（第7、14話）
- ミカ - 松本若菜（第8、14話）
- 昭夫 - 古谷敏（第12話）
- 良子 - 星光子（第12話）
- 博史 - 木戸邑弥（第12話）
- ナギサ - 中村有沙（第14話）
- 女の子 - 森桃子、望月ミキ（第14話）
- アイスキャンディ売り - 岸建太朗（第18話）
- ケイコ - 亜紗美（第18話）
- サラリーマン - デモ田中（第18話）
- お客 - 村田唯、加藤礼次朗、春園幸宏、小柴亮太、柿沢直美、柿沢奏吾、福田裕彦、菅原弘美（第18話）
- 磯貝由実 - 村田唯（第19話）
- 磯貝大輔 - 小柴亮太（第19話）
- 宍戸 - デモ田中（第19話）

#### M1号編
第7話「さすらいのM1号」、第10話「続・さすらいのM1号」、第16話「新・さすらいのM1号」、第17話「帰ってきたさすらいのM1号」、第19話「さすらいのM1号 情熱編」、第21話「さすらいのM1号 完結編」。
監督・脚本 - 継田淳
- M1号
- ケムール人（第10話）
- ラゴン（子）（第19、21話）
- ラゴン（雌）（第21話）
- 元締め・徳マサ - 仁科貴（第7、10、16、17、19、21話）
- OL - 村田唯（第7、16話）
- ボス - 龍坐（第17、19、21話）
- 三吉 - ワニ完才（第17、19、21話）
- 隈太郎 - 室田晃（第19話）
- 客 - 加藤桃子、鹿角剛司、春園幸宏、谷口正浩、松林定志、野村まみ子、佐藤智子、加藤礼次朗、加藤博子（第10話）
- お客 - 春園幸弘、森りさ、松林定志、野村まみ子（第17話）
- お客 - 石川ゆうや、村田唯、春園幸弘、森りさ、松林定志（第19話）
- お客 - 石川ゆうや、村田唯、福田裕彦、春園幸弘、森りさ、松林定志、野村まみ子（第21話）

#### 共演編
第15話「お笑いに参加」、第16話「ウルトラゾーンファイト」（サブタイトル「ウルトラゾーン 世紀の対戦!」）、第17話「M1号はつらいよ」、第22話「名探偵M1号・前編」、第22話「70年代ドラマが好き!」、第23話「名探偵M1号・後編」。
監督・脚本 - 西村喜廣（第15、16話）、井口昇（第17話）、辻󠄀本貴則（第22話・70年代ドラマが好き!）
監督 - 井口昇（第22-23話・名探偵M1号） 
脚本 - 継田淳（第22-23話・名探偵M1号）
- M1号
- ケムール人
- ラゴン（雌）
- ラゴン（雄）（第17、22-23話）
- ラゴン（子）（第17話）
- お笑いトリオ・フラミンゴ - フラミンゴ（第15話）
- 解説（声） - 山田二郎左衛門（第16話）
- 部下 - 島津健太郎、松林慎司（第17話）
- 若手刑事 - 杉山正弘（第22-23話）
- 老刑事 - ジジ・ぶぅ（第22-23話）
- 死体（いそだ ごへい） - 鈴村正樹（第22-23話）
- 下男 - 村上浩章（第23話）
- 住人 - 亜紗美、岸建太朗、デモ田中、松林慎司、長野克弘（第22話）

### 短編コーナー

#### 怪獣漫才
ソフビ人形や怪獣消しゴムを使った人形劇で、2体の怪獣が漫才を行う。画面左側には漫才コンビ名が書かれためくりがある。声は全て熊本浩武が担当。
第5話、第9話は、当時モノクロ映像だった『ウルトラQ』の怪獣による漫談だったこともあり、それにあわせるかのように、怪獣消しゴムを使いモノクロ映像で放送した。第23話もセミ人間が『ウルトラQ』、ミイラ人間が『ウルトラマン』（当時カラー映像）の登場怪獣であったが、こちらも怪獣消しゴムを使いモノクロ映像で放送した。
- 第1話 - キャタピラ地獄（アントラー / 恐竜戦車）
- 第2話 - 団体行動（ベリュドラ / ギガキマイラ）
- 第3話 - おかっぱシルバー（ウインダム / ダダ）
- 第4話 - アパッチ皇帝（エンペラ星人 / ジェロニモン）
- 第5話 - M1ゴローズ（M1号 / ゴロー）
- 第9話 - n&m's（ナメゴン / モングラー）
- 第11話 - 牙羅奈（ガラモン / ナックル星人）
- 第14話 - ジェネレーションギャップス（ジャミラ / キリエロイドII）
- 第21話 - ナースのジョー（キングジョー / ナース）
- 第23話 - 人間（セミ人間 / ミイラ人間）

#### 怪獣English
怪獣を例えに使った英語講座。『セサミストリート』風に描かれた怪獣が登場するオープニングで始まる。その後、英語の教科書風に例文が英語で読まれたあと日本語訳が読まれる（ここでの怪獣は写真のみ）。英語ナレーション・日本語訳共に遠野まりこが担当。
| - 第1話 - Lesson.1 レッドキング - 第2話 - Lesson.2 メフィラス星人 - 第3話 - Lesson.3 ザムシャー - 第4話 - Lesson.4 ダダ - 第5話 - Lesson.5 ヒッポリト星人 - 第7話 - Lesson.6 ツインテール | - 第9話 - Lesson.7 ペスター - 第10話 - Lesson.8 メトロン星人 - 第14話 - Lesson.9 ガンQ - 第19話 - Lesson.10 ノーバ - 第22話 - Lesson 11 ウー |

#### 怪獣ことわざ
イラストで怪獣にちなんだことわざを紹介。いろはかるた風になっている。
- 第1話 - ダダ、ババルウ星人、ガボラ
- 第2話 - ガヴァドン、グドン、ウー
- 第3話 - テペト、ビーコン、ダークザギ
- 第4話 - デッパラス、ザニカ、ゴーストロン
- 第5話 - パンドン、アーストロン、フック星人
- 第9話 - ゴモラ、ロン、コダイゴン

- 第10話 - タッコング、ボーグ星人

- 第13話 - ミクラス、ダリー、ザンドリアス
- 第15話 - チンペ、マーゴドン、アギラ
- 第16話 - ゲスラ、ケムジラ
- 第19話 - クプクプ、バクタリ、ドラゴリー

#### OLのウワサ話
OLがカフェで上司（怪獣）の噂話をする。最後に、上司の見た目・容姿などからあだ名をつける。
- OL - 夕乃、松尾美梨亜、大久保真生
- 第2話 - バードン課長（課長のあだ名『赤いプレスリー』）
- 第3話 - ミクラス課長（課長のあだ名『怒ってたらどうする?』）
- 第4話 - ルナチクス課長（課長のあだ名『リアル鼻ピアス』）
- 第5話 - ガッツ星人課長（課長のあだ名『マッチョおじいさんおばさん』）

### アイキャッチ
各コーナー間やCM前後に挿入される1枚絵のアイキャッチで、怪獣がごく普通に日常や人間社会に存在する風景が懐かしの画風でコミカルに描かれている。
アイキャッチ集がDVD第4巻・後述する書籍2冊に収録されているほか、アイキャッチの画像がtvk・テレ玉・サンテレビ・メ〜テレの携帯サイトで配信されている（チバテレの携帯サイトには未対応）。
本編だけでなく、このアイキャッチに対するファンも多く、2012年7月19日 - 8月31日の期間には書泉全店でアイキャッチイラスト展が開催されている。
- 第1話 - ババルウ星人、ケムール人、ノーバ、マグマ星人 、ゼットン
- 第2話 - ペスター、恐竜戦車、ザムシャー、ヒッポリト星人、バド星人、イカルス星人
- 第3話 - ガンQ、シーボーズ、メトロン星人、グドン&アストロモンス、マグマ星人、クレージーゴン、ゴモラ
- 第4話 - メフィラス星人、ジャミラ、キングジョー、ガッツ星人、ダダ、エースキラー、ベムスター、ババルウ星人
- 第5話 - エンペラ星人、ゴルザ、ゼットン星人&ゼットン、ジェロニモン、ラゴン、テンペラー星人、ミクラス、ダダ
- 第6話 - ゴドラ星人
- 第7話 - ポール星人 、サドラ
- 第8話 - レッドキング、ジラース、ダダ、ウインダム
- 第9話 - エレキング、ツインテール、ザラブ星人、キングジョーブラック、ピグモン、ガルベロス&M1号&バードン、巨大ヤプール
- 第10話 - ブラックキング&ナックル星人、ギャンゴ、キリエロイド、アギラ、ギエロン星獣、ブルトン、ナメゴン
- 第11話 - アントラー&サタンビートル、パンドン、ピッコロ、ナツノメリュウ&ジャンボキング、ベリュドラ
- 第12話 - ウー、バリケーン、ナース&ワイルド星人、アイアンロックス、ゴメス&リトラ
- 第13話 - ジュダ&グランドキング、テレスドン、コダイゴン、キングゲスラ、ベムラー
- 第14話 - バット星人、ガヴァドンA、フック星人、ガボラ、クール星人&チブル星人&ビラ星人、ペギラ、ギガキマイラ
- 第15話 - ピット星人、テペト、ルナチクス、グビラ、ボーグ星人
- 第16話 - ホー、バルキー星人&サメクジラ、セブンガー、ヤメタランス
- 第17話 - キングゴルドラス&キングシルバゴン、ガロン&リットル、ラゴン
- 第18話 - ガンダー&ポール星人、ペガッサ星人、タッコング
- 第19話 - ケロニア、リドリアス、ユートム、スカイドン
- 第20話 - ウインダム&カナン星人、シーボーズ&デスレム、バキシム
- 第21話 - ガブラ、レッドキング&ゼットン、シルバーブルーメ
- 第22話 - パンドラ&チンペ、ギガス&ドラコ、タイラント
- 第23話 - タカダ・リホ隊員&ピグモン、タカダ・リホ隊員&マグマ星人&ババルウ星人&カネゴン&ダダ、ダークザギ&タカダ・リホ隊員&ゼットン&ゼットン二代目、タカダ・リホ隊員&バルタン星人、タカダ・リホ隊員&恐竜戦車&ガラモン

## その他の出演者
スーツアクター
- 横尾和則（第1-2、14-15話）
- 福島弘之（第2-5、10-13、17-18話）
- 矢﨑大貴（第3、5、12-13話）
- 新井宏幸（第4-5、7-8、10-12、16、21-22話）
- 岩田栄慶（第6話）
- 外島孝一（第6、17-18話）
- 龍坐（第7、9、11、13、15-18、20-23話）
- 仁村俊祐（第7-8、12、14-15、17-19、21-23話）
- 山中アラタ（第7、10、13、15-17、19-23話）
- 力丸佳大（第8-9、13-15、23話）
- 梶川賢司（第8-9話）
- 丸田聡美（第10-11話）
- 桑原義樹（第10-11、23話）
- 永田朋裕（第10-11話）
- 寺井大介（第11-12、14-15、19-20話）
- 安達仁美[注 15]（第14-15話）
- 湯原愛子（第15話）
- 佐藤恵利香（第17-19、21話）
- 渡部裕希（第17-19、22-23話）
- 櫻井暦（第23話）

ナレーター
- 二又一成
- 遠野まりこ（主に怪獣English）
- 板尾創路（ウルトラゾーンチャンネル）

## 各話リスト
放映日は幹事局のtvkでの放映日を記載（制作局のうち、テレ玉は2日遅れ、サンテレビは6日遅れ、チバテレは1週遅れ、メ〜テレは3か月遅れ）。
| 回数   | 放映日 （tvk）  | 怪獣特捜隊                                                          | ドラマコーナー            | ミニコーナー                                   | ウルトラゾーンチャンネル                   |
| ------ | --------------- | ------------------------------------------------------------------- | ------------------------- | ---------------------------------------------- | ------------------------------------------ |
| 第1回  | 2011年 10月16日 | 怪獣転校生 怪しいものじゃないです 怪獣マッサージ                    | ---                       | 怪獣漫才 怪獣English 怪獣ことわざ              | ---                                        |
| 第2回  | 10月23日        | 怪獣転校生 怪しいものじゃないです 怪獣マッサージ                    | ---                       | OLのウワサ話 怪獣English 怪獣漫才 怪獣ことわざ | ---                                        |
| 第3回  | 10月30日        | ヘアサロン・マグマ&ババルウ 怪獣マッサージ                          | ---                       | OLのウワサ話 怪獣English 怪獣漫才 怪獣ことわざ | ---                                        |
| 第4回  | 11月6日         | ヘアサロン・マグマ&ババルウ 不良怪獣ゼットン 怪しいものじゃないです | ---                       | OLのウワサ話 怪獣English 怪獣漫才 怪獣ことわざ | ---                                        |
| 第5回  | 11月13日        | 怪獣マッサージ 不良怪獣ゼットン 怪しいものじゃないです              | ---                       | OLのウワサ話 怪獣English 怪獣漫才 怪獣ことわざ | ---                                        |
| 第6回  | 11月20日        | ---                                                                 | THE LOVE                  | ---                                            | (予告編)                                   |
| 第7回  | 11月27日        | 不良怪獣ゼットン                                                    | ---                       | 怪獣English                                    | ケムール人登場! ラゴン登場! さすらいのM1号 |
| 第8回  | 12月4日         | 不良怪獣ゼットン                                                    | ホシの招待状 前編         | ---                                            | ラゴンのハッピーバースデイ                 |
| 第9回  | 12月11日        | ---                                                                 | ホシの招待状 後編         | 怪獣漫才 怪獣ことわざ 怪獣English              | 高校生・ケムール                           |
| 第10回 | 12月18日        | 怪獣職務質問                                                        | スフラン島の秘蜜 前編     | 怪獣ことわざ 怪獣English                       | 続・さすらいのM1号                         |
| 第11回 | 12月25日        | 不良怪獣ゼットン                                                    | スフラン島の秘蜜 後編     | 怪獣漫才                                       | ケムール人、走る                           |
| 第12回 | 2012年 1月8日   | 不良怪獣ゼットン                                                    | いつも隣にホーがいる 前編 | ---                                            | ラゴンの恩返し                             |
| 第13回 | 1月15日         | 怪獣職務質問                                                        | いつも隣にホーがいる 後編 | 怪獣ことわざ                                   | ケムール、ファッションモデルになる         |
| 第14回 | 1月22日         | バトルシミュレーション                                              | 東京ジュラ紀 前編         | 怪獣漫才 怪獣English                           | ラゴン、ダンパに行く                       |
| 第15回 | 1月29日         | 怪獣職務質問                                                        | 東京ジュラ紀 後編         | 怪獣ことわざ                                   | お笑いに参加                               |
| 第16回 | 2月5日          | 怪獣マッサージ                                                      | ---                       | 怪獣ことわざ                                   | 新・さすらいのM1号 ウルトラゾーンファイト  |
| 第17回 | 2月12日         | ---                                                                 | メフィラスの食卓 前編     | ---                                            | M1号はつらいよ 帰ってきたさすらいのM1号    |
| 第18回 | 2月19日         | ---                                                                 | メフィラスの食卓 後編     | ---                                            | 公園清掃員の挑戦! ラゴン一家               |
| 第19回 | 2月26日         | ---                                                                 | 最後の攻撃命令 前編       | 怪獣English 怪獣ことわざ                       | ラゴンのお弁当 さすらいのM1号 情熱編       |
| 第20回 | 3月4日          | バトルシミュレーション                                              | 最後の攻撃命令 後編       | ---                                            | 明日は、あっちだ! 続 ケムール人走る        |
| 第21回 | 3月11日         | 悪魔が降りた日 前編                                                 | 悪魔が降りた日 前編       | 怪獣漫才                                       | 続々 ケムール人走る さすらいのM1号 完結編  |
| 第22回 | 3月18日         | 悪魔が降りた日 後編                                                 | 悪魔が降りた日 後編       | 怪獣English                                    | 名探偵M1号・前編 70年代ドラマが好き!       |
| 第23回 | 3月25日         | 怪獣職務質問                                                        | ---                       | 怪獣漫才                                       | 名探偵M1号・後編 さよならケムール人        |

## スタッフ
全体
- 製作：大岡新一
- 監修：渋谷浩康
- 企画・全体構成：酒井健作
- キャラクターサポート：岡野弘之
- キャラクターメンテナンス：山部拓也
- ロゴデザイン・プロップデザイン・コーナーイラスト：ニイルセン
- 音楽：宮内國郎
- 音楽制作：福田裕彦
- 音響効果：スワラプロダクション
- MA：東京サウンドプロダクション
- 宣伝：種子島幸（tvk）、早川均、矢田晶子
- スチール：岡本英理
- web：細見葉介・知覧晴彦（tvk）
- 制作プロデューサー：池田慎一、座間隆司
- プロデューサー：福原直樹・河口芳佳（tvk）、梶野元延（チバテレ）、遠藤圭介（テレ玉）、那須恵太朗（サンテレビ）、片桐千秋（メ〜テレ）
- 演出：住田崇
- 協力：講談社、バンダイ
- 制作：tvk、チバテレ、テレ玉、サンテレビ、メ〜テレ
- 製作・著作：円谷プロダクション

メインパート（コントコーナー・短編コーナー）
- 製作協力：国際放映
- 脚本：熊本浩武、安部裕之、オークラ、土屋亮一
- ミニチュア：マーブリングファインアーツ
- 技術協力：ニユーテレス
- 照明協力：フジライティング・アンド・テクノロジイ
- 美術協力：フジアール
- 担当プロデューサー：座間隆司

ショートムービー（ウルトラゾーンチャンネル）
- 監督：西村喜廣、井口昇、辻󠄀本貴則
- 新怪獣造形・ショートムービー製作：西村映造
- 特殊造形：スタジオHIGEMEGANE（石野大雅、奥山友太）
- アクション監督：カラサワイサオ
- VFX：辻󠄀本貴則
- ポスプロ：AISS、スリーエススタジオ

オリジナルドラマ（「THE LOVE」などの特撮ドラマ）
- 全体特殊技術・監督：田口清隆
- 製作協力：東京フィルムセンター映画・俳優専門学校
- 美術協力：テレビ朝日クリエイト、高津装飾美術
- ポスプロ：アクティブ・シネ・クラブ
- 担当プロデューサー：松野拓行
- 制作応援：今西健太

## タイトルバック
番組全体のタイトルバックは、第5話まではオープニングに使用。最初のコントパートのラストカットからテーマ曲が始まり、そのままタイトル映像に移行する。第6話は本編が特撮ドラマとアイキャッチのみだったため未使用。第7話以降はエンディングに使用されている。
この他、各コーナーごとにオープニングが存在する。特撮ドラマは本編の一部がタイトルバックを兼ねているため、毎回映像が異なる。

## エンディング曲
エンディング曲「ウルトラマンメビウス」
作詞 - 松井五郎 / 作曲 - 鈴木キサブロー / ボーカルディレクション - 奥村愛子 / 歌 - 高田里穂
第23話のみ使用。高田里穂によるア・カペラで、最後の「ウルトラマンメビウス」の部分はハミングで歌った。
エンドロールではメトロン星人、エレキング、ダダ、ゼットン、レッドキング、ババルウ星人、マグマ星人、ザラブ星人が登場。

## 放送局
| 放送地域   | 放送局                                 | 系列           | 放送時間                 | 放送期間                       | 備考       |
| ---------- | -------------------------------------- | -------------- | ------------------------ | ------------------------------ | ---------- |
| 神奈川県   | テレビ神奈川 （tvk）                   | 独立局         | 日曜 23時00分 - 23時30分 | 2011年10月16日 - 2012年3月25日 | （幹事局） |
| 千葉県     | 千葉テレビ放送 （CTC/チバテレ）        | 独立局         | 日曜 22時30分 - 23時00分 | 2011年10月23日 - 2012年4月1日  | 共同制作局 |
| 埼玉県     | テレビ埼玉 （TVS/テレ玉）              | 独立局         | 火曜 24時30分 - 25時00分 | 2011年10月18日 - 2012年3月27日 | 共同制作局 |
| 兵庫県     | サンテレビジョン （SUN-TV/サンテレビ） | 独立局         | 土曜 24時30分 - 25時00分 | 2011年10月22日 - 2012年3月31日 | 共同制作局 |
| 中京広域圏 | 名古屋テレビ放送 （NBN/メ〜テレ）      | テレビ朝日系列 | 木曜 25時25分 - 25時55分 | 2012年1月5日 - 6月7日          | 共同制作局 |
| 広島県     | 広島ホームテレビ （HOME）              | テレビ朝日系列 | 水曜 25時51分 - 26時21分 | 2012年1月11日 - 6月20日        |            |
| 栃木県     | とちぎテレビ （GYT/とちテレ）          | 独立局         | 火曜 22時00分 - 22時30分 | 2011年10月18日 - 2012年4月3日  |            |
| 群馬県     | 群馬テレビ （GTV/群テレ）              | 独立局         | 日曜 21時30分 - 22時00分 | 2011年10月23日 - 2012年4月1日  |            |
| 北海道     | 札幌テレビ放送 （STV）                 | 日本テレビ系列 | 水曜 26時08分 - 26時38分 | 2011年10月19日 - 2012年3月28日 |            |
| 山形県     | 山形放送 （YBC）                       | 日本テレビ系列 | 木曜 25時13分 - 25時43分 | 2011年10月20日 - 2012年4月12日 |            |
| 福島県     | 福島中央テレビ （FCT）                 | 日本テレビ系列 | 火曜 25時34分 - 26時04分 | 2011年11月1日 - 2012年4月10日  |            |
| 青森県     | 青森テレビ （ATV）                     | TBS系列        | 月曜 25時00分 - 25時30分 | 2011年10月31日 - 2012年4月9日  |            |
| 福岡県     | TVQ九州放送 （TVQ）                    | テレビ東京系列 | 火曜 25時53分 - 26時23分 | 2011年10月18日 - 2012年4月3日  |            |
| 岩手県     | 岩手めんこいテレビ （mit）             | フジテレビ系列 | 土曜 25時05分 - 25時35分 | 2012年4月7日 - 9月15日         |            |
| 宮城県     | 仙台放送 （OX）                        | フジテレビ系列 | 月曜 26時10分 - 26時40分 | 2012年4月23日 - 10月22日       |            |
| 熊本県     | 熊本朝日放送 （KAB）                   | テレビ朝日系列 | 土曜 26時20分 - 26時50分 | 2012年10月6日 - 2013年3月23日  |            |
| 石川県     | 北陸朝日放送 （HAB）                   | テレビ朝日系列 | 火曜 26時05分 - 26時35分 | 2014年1月14日 - 2014年6月17日  |            |

## 関連商品

### BD / DVD
- 発売元 - キングレコード

| 巻  | 発売日        | 収録回          | 規格品番     | 規格品番       | 初回生産特典                          |
| 巻  | 発売日        | 収録回          | BD           | DVD            | 初回生産特典                          |
| --- | ------------- | --------------- | ------------ | -------------- | ------------------------------------- |
| 1   | 2012年2月22日 | 第1 - 5回       | KIXA-55      | KIBF-1006      | タカダ隊員サイン入りブロマイド        |
| 2   | 2012年3月28日 | 第6・8 - 11回   | KIXA-56      | KIBF-1007      | サウンドトラックCD                    |
| 3   | 2012年4月25日 | 第7・12 - 15回  | KIXA-57      | KIBF-1008      | 全巻収納ボックス                      |
| 4   | 2012年5月23日 | 第17 - 20回     | KIXA-58      | KIBF-1009      | 別冊本「アイキャッチ&カルタ集」       |
| 5   | 2012年6月27日 | 第16・21 - 23回 | KIXA-59      | KIBF-1010      | 別冊本「ウルトラゾーン怪獣図鑑」      |
| BOX | 2017年2月22日 | 第1 - 23回      | KIXF-459/463 | KIBF-1464/1468 | ウルトラ怪獣ポストカード（2枚セット） |

第4・5巻には特典映像（メイキング）が収録されているが、ディスク容量の関係でBlu-rayの方が収録時間が長い。

### 書籍
- 『ウルトラゾーン 公式ガイドブック』ミリオン出版、2012年7月19日。ISBN 978-4813021896。
- 『ウルトラゾーンオフィシャル完全ガイド』扶桑社、2012年8月11日。ISBN 978-4-594-06640-6。